# Coralliozetus clausus
Coralliozetus clausus — вид риб родини хенопсієвих (Chaenopsidae). Описаний у 2021 році.

## Ареал
Вид роширений лише на коралових рифах навколо острова Кокос на сході Тихого океану.

## Опис
Дрібна рибка, завдовжки 1,5 см.